# David J. Anderson

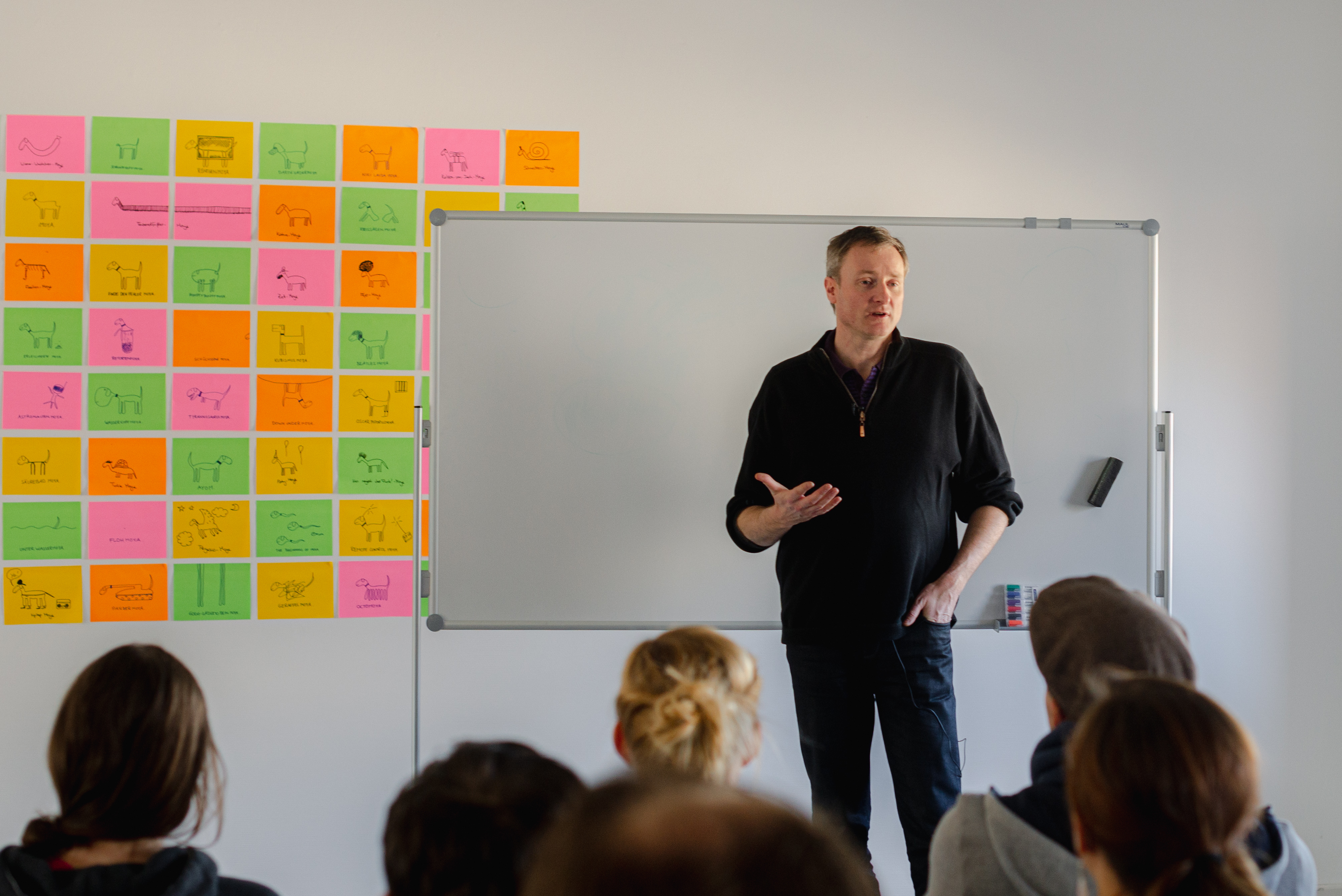
David J. Anderson gibt einen Vortrag über Kanban in einer IT-Firma.

David J. Anderson ist der Begründer der Kanban-Methode.

## Leben
David Anderson studierte Elektronik und Informatik an der University of Strathclyde und arbeitete im IT-Bereich unter anderem bei Motorola, Microsoft und Corbis in der Metropolregion Seattle. Im Jahr 2005 etablierte er die Verwendung von Kanban in der Softwareentwicklung, fünf Jahre später veröffentlichte er das erste Buch über Kanban. Er gründete die David J. Anderson School of Management in Bilbao und die Kanban University in Seattle.

## Publikationen
- David J. Anderson: Agile Management for Software Engineering. Applying the Theory of Constraints for Business Results. Prentice Hall, Upper Saddle River 2004, ISBN 0-13-142460-2.
- David J. Anderson: Kanban. Evolutionäres Change Management für IT-Organisationen. dpunkt.verlag, Heidelberg 2011, ISBN 978-3-89864-730-4 (englisch: Kanban. Successful Evolutionary Change for Your Technology Business.).
- David J. Anderson, Andy Carmichael: Die Essenz von Kanban kompakt. dpunkt.verlag, Heidelberg 2018, ISBN 978-3-86490-531-5 (englisch: Essential Kanban Condensed.).
- David J. Anderson, Alexei Zheglov: Fit for Purpose. Wie Unternehmen Kunden finden, zufriedenstellen & binden. dpunkt.verlag, Heidelberg 2019, ISBN 978-3-86490-579-7 (englisch: Fit for Purpose. How Modern Businesses Find, Satisfy, & Keep Customers.).
- David J. Anderson, Teodora Bozheva: Kanban Maturity Model. Handbuch für Agilität, Resilienz und Neuausrichtung in Organisationen. dpunkt.verlag, Heidelberg 2021, ISBN 978-3-86490-608-4 (englisch: Kanban Maturity Model. A Map to Organizational Agility, Resilience, and Reinvention.).
- David J. Anderson: Kanban. Der evolutionäre Weg zu agilen Organisationen. dpunkt.Verlag, Heidelberg 2024, ISBN 978-3-86490-986-3 (englisch: Discovering Kanban. The Evolutionary Path to Enterprise Agility.).